# 二苯乙酸
二苯乙酸是一种芳香族有机化合物，化学式C
14H
12O
2，常作为阿地芬宁、草乃敌等药物的有机合成前体。